# Glinde
Glinde est une ville de l'arrondissement de Stormarn, dans le Land de Schleswig-Holstein en Allemagne.
Elle est située à environ 7 km à l'est de la ville de Hambourg.

## Histoire
Glinde est mentionnée pour la première fois dans un document officiel le 25 mars 1229.

## Jumelages
- Saint-Sébastien-sur-Loire (France) depuis 1964 : cf. notamment reportage paru dans l'édition Ouest-France du 22 juillet 2014, https://www.ouest-france.fr/pays-de-la-loire/saint-sebastien-sur-loire-44230/jumelage-une-grande-fete-reussie-glinde-2718492
- Kaposvár (Hongrie) depuis 1990